# 东禅牛王楼
东禅牛王楼，位于山西省长治市平顺县北社乡东禅村，是一处山西省文物保护单位。
2021年8月4日，东禅牛王楼公布为第六批山西省文物保护单位，年代为明，古建筑类，编号6-177。